# Рурское восстание

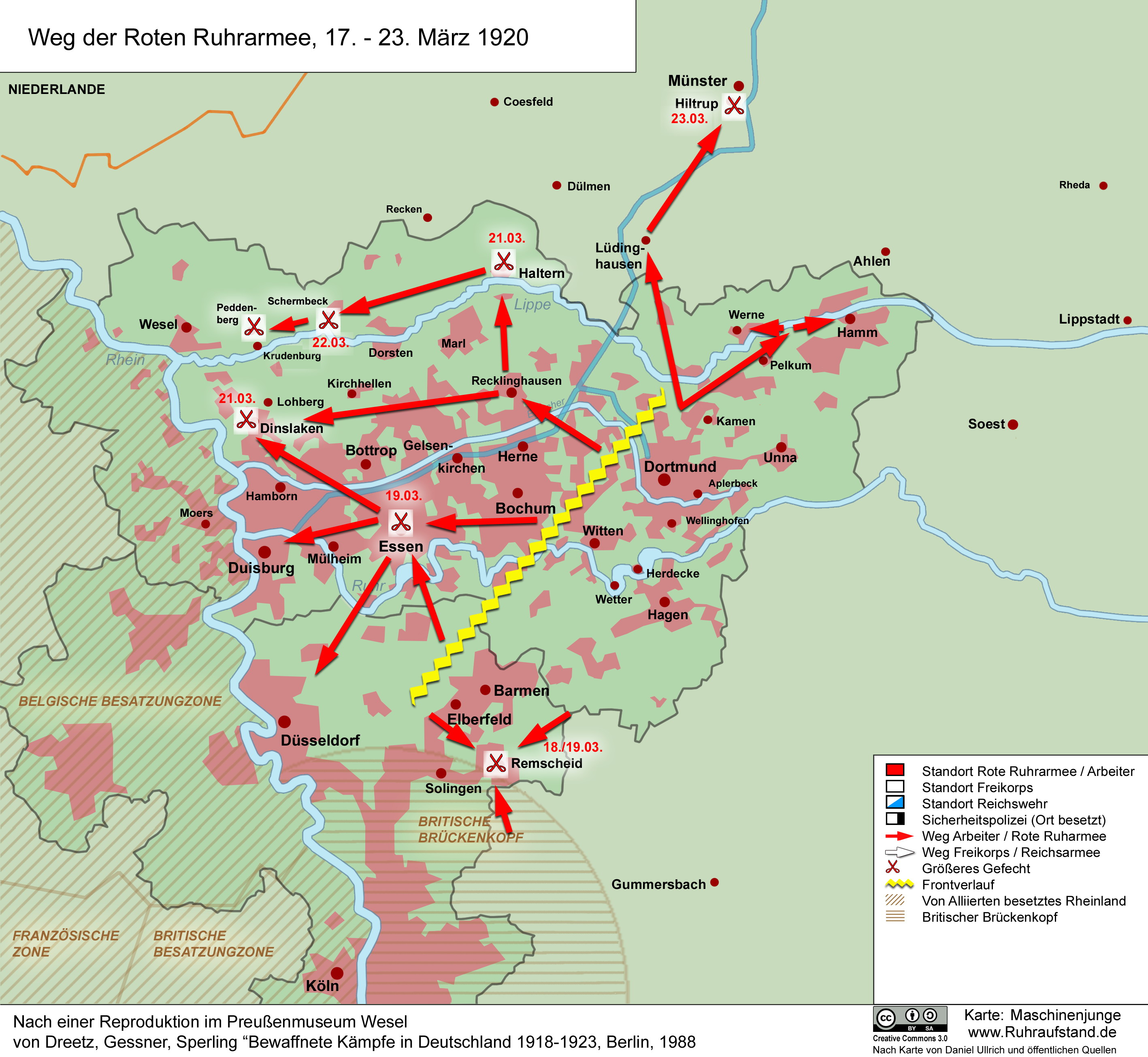
Схема продвижения Рурской Красной армии 17 — 23 марта 1920 года в ходе Рурского восстания после путча Каппа-Лютвица

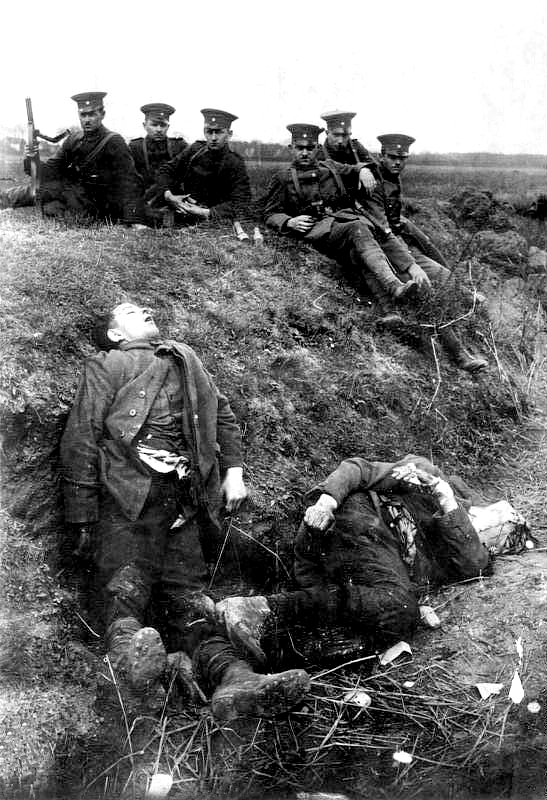
Члены добровольческого корпуса и трупы расстрелянных рурских красноармейцев, Мёллен, 2 апреля 1920 г.

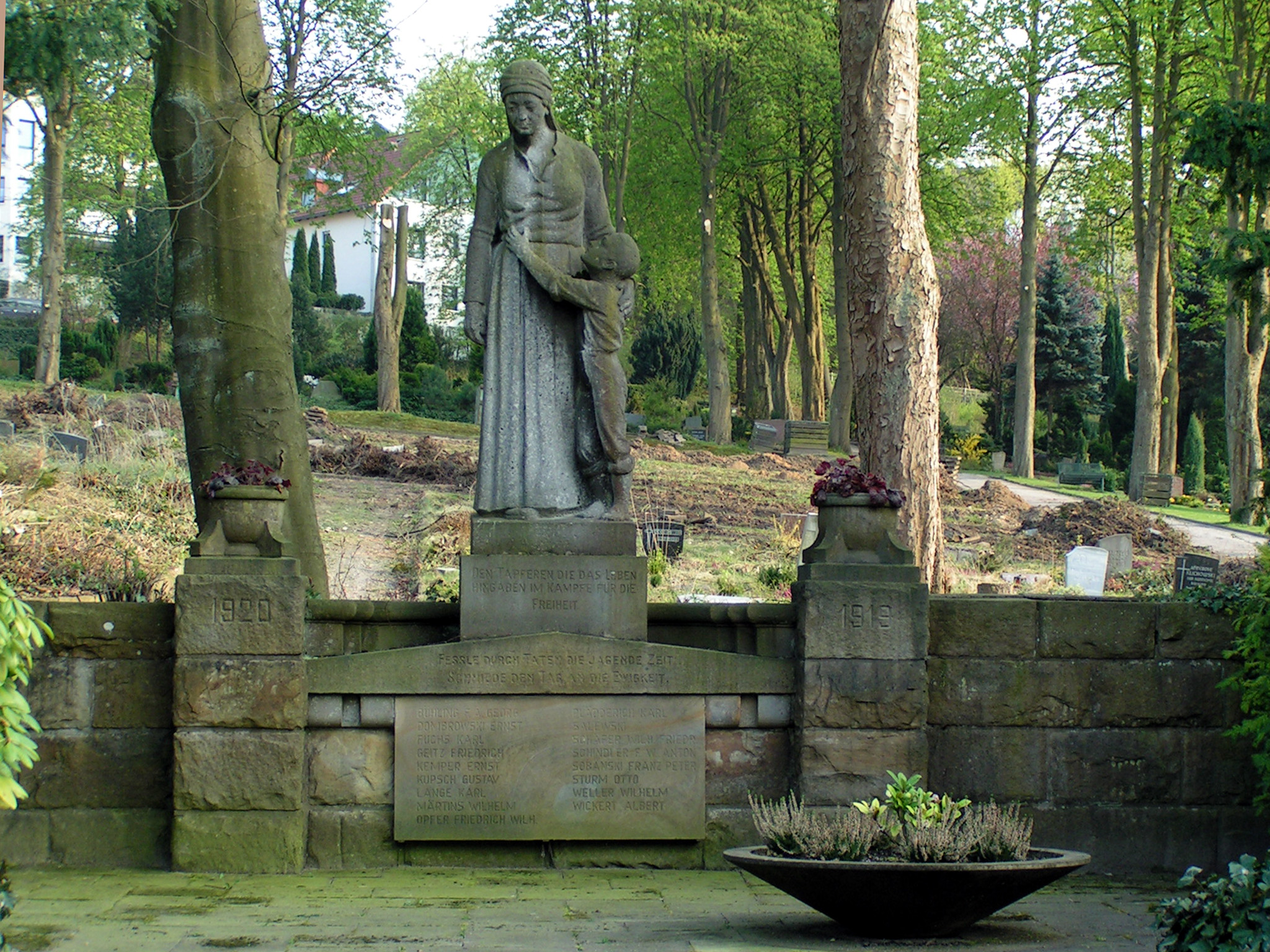
Памятник погибшим в мартовском восстании 1920 года (Рурское восстание), последовавшем за путчем Каппа, кладбище Ремберг, Хаген.

Рурское восстание (нем. Ruhraufstand) — восстание рабочих в Рурской области в марте 1920 года. Первоначально возникло для отражения правого капповского путча 13 марта 1920 года и было поддержано широким спектром политических групп. Позже левые рабочие преследовали цель захвата политической власти и установления в некоторых местах советской республики. После провала капповского путча правительство рейха подавило восстание в Руре силами добровольческих корпусов и частей рейхсвера.

## Капповский путч
После того как Германская империя проиграла начатую ей Первую мировую войну, а немецкая Ноябрьская революция 1918—1919 годов положила конец монархии, Германская империя была упразднена, и в 1919 году Веймарское национальное собрание установило демократическую систему — Веймарскую республику. Правые националистические и милитаристские круги выступали против молодой республики и пропагандировали легенду об ударе ножом в спину, утверждая, что война была проиграна лишь потому, что усилия немецкой армии были подорваны гражданскими в тылу. Демобилизация породила социальную напряжённость и безработицу. Выразителем недовольства стал командующий временным рейхсвером генерал Вальтер фон Лютвиц.
В марте 1920 года в Берлине произошёл Капповский путч, предпринятый армейскими кругами и консервативными политиками против демократического правительства Веймарской республики с целью установления военной диктатуры. Мятеж был направлен главным образом против коалиционного правительства социал-демократов, центристов и либеральных демократов под руководством рейхсканцлера Густава Бауэра.
В ответ на захват путчистами правительственного квартала в Берлине 13 марта началась общегерманская забастовка, парализовавшая работу по всей стране. В забастовке приняли участие 12 млн человек. 17 марта путчисты бежали из Берлина. 23 марта всеобщая забастовка закончилась. Однако эффект капповского путча в некоторых регионах был более длительным, чем в Берлине. В некоторых землях Германии забастовка переросла в вооруженное восстание. В Тюрингии и Саксонии военные подавили выступления рабочих в ходе кровопролитных боёв.

## Рурское восстание
Одновременно с Капповским путчем 14 марта 1920 года в Эльберфельде (сегодня Вупперталь) состоялась встреча представителей КПГ, Независимой СДПГ и СДПГ. Левые рабочие партии спонтанно решили создать союз против путчистов. СДПГ, НСДПГ и КПГ написали совместный призыв к «получению политической власти посредством диктатуры пролетариата». В крупных городах Рурской области к власти пришли стихийно образовавшиеся местные «исполнительные советы». В основном в них доминировала НСДПГ, но присутствовала и КПГ. Также был представлен анархо-синдикалистский Союз свободных рабочих Германии.
Стихийно образовывались отряды Рурской Красной армии, численностью около 50 тыс. человек. 17 марта она взяла Дортмунд, 18 марта – Хамм и Бохум, 19 марта – Эссен, в результате командование военного округа в Мюнстере приказало войскам отступить. К 22 марта Рурская область полностью находилась под контролем революционных рабочих. Цитадель Везеля подверглась нападению 24 марта.
23—24 марта прошло совещание (так называемое Билефельдское соглашение) между правительством и рабочими организациями. Чиновники обещали разоружить и наказать мятежников, амнистировать рабочих, участвовавших в боях, создать рабочую самооборону, социализировать угольную промышленность и т.д. Попытка разрешить конфликт путем переговоров в конечном итоге провалилась из-за произвола командующего региональным военным округом генерал-лейтенанта Оскара фон Ваттера. Рабочие советы также не выполнили соглашение о прекращении забастовки и восстания к 30 марта и 2 апреля соответственно.
В конце марта 1920 года части рейхсвера вошли в Рурскую область для подавления восстания. 31 марта рейхсвер расстрелял первых повстанцев в Херрингене и на шахте Радбод в Бокум-Хёвеле. 1 апреля, около полудня, части корпуса Эппа и Красной Рурской армии сошлись в кровопролитном бою под Пелькумом. 2 апреля правительственные войска продвинулись дальше на запад от Пелькума в направлении Бергкамен-Рюнте. Обыски домов, разоружение, военные трибуналы и массовые аресты сопровождали наступление войск рейхсвера. 6 апреля рейхсвер двинулся в Дортмунд. Приводились в исполнение смертные приговоры и массовые расстрелы. Все, кто при аресте оказывались с оружием в руках, расстреливались, включая тех, кто получил ранения. Только 12 апреля генерал фон Ваттер запретил своим солдатам заниматься «незаконным поведением».
В боях правительственные войска потеряли около 250 человек, в то время как рабочие несколько тысяч.

## Результаты
Одним из последствий подавления Рурского восстания стал рост влияния легальных и полулегальных националистических организаций (например, организации «Консул», совершившей в 1922 году убийство министра иностранных дел Вальтера Ратенау), а также нарастание политического кризиса в республике.